# Grinda, Flens kommun
Grinda är en herrgård och bebyggelse däromkring sydväst om riksväg 55 väster om Malmköping i Lilla Malma socken i Flens kommun. Från 2015 avgränsade SCB här en småort. Vid avgränsningen 2020 hade de bofasta minskat till färre än 50 och orten avregistrerades som småort.
Grinda omtalas i dokument första gången 1357 Sven i Grinda var faste vid häradstinget. 1380 bytte biskop Tord i Strängnäs bort två lotter om vardera 4 peningland i "Östra Grinda" till Peder i Kramnäs (Mellösa socken) respektive Jöns i Kramnäs. 1381 och 1383–1384 var Gudsten i Grinda faste vid häradstinget, 1382 sålde kyrkoherden i Forssa socken Jakob Jonsson 8 penningland i Grina till biskop Tord i Strängnäs och 1384 bytte Ragvald Magnusson (Håkan Tunessons ätt) till sig 4 öresland och 18 penningland i Västra Grinda av Bo Jonsson (Grip). 1384–1385 är Styrkar i Grinda faste vid häradstinget och 1386 var Lars Grinda vid räfsteting i Torshälla. Herr Olof i Mellösa bytte 1402 bort 3 penningland i Östra Grinda till Sune Andersson. Under 1500-talet redovisas Grinda som två mantal skatte och ett mantal frälse. Frälsegården ägs 1562 av Åke Persson (färla). Därtill omfattade byn två skatteutjordar (1551-1564 en skatteutjord) och två skattekvarnar (1560 en kvarn). Frälsegården ägdes 1588 av Erik Gabrielsson Oxenstierna som var gift med Åke Bengtssons systerdotter Bengta Gera. Deras dotter Ebba Oxenstierna bytte Grina mot Kvedby i Runtuna socken 1633 till Erik Ryning. Han köpte 1632 räntan till det ena av de båda skattehemmanen i byn. Räntan från båda skattehemmanen hade 1616 förlänats till Erik Elfsson, men sedan återkallats från hans arvingar, men 1639 köptes det andra skattehemmanets ränta av Gabriel Bengtsson Oxenstierna, som 1640 bytte bort den till Erik Ryning. Ryning lyckades därefter lösa in ett av hemmanen, och lät lägga det under ett säteri han 1642 upprättade i Östergrinda. Även Västergrinda inköptes, och fungerade som änkesäte för Rynings änka Maria Elisabeth Kurtzel, sedan hon avstått säteriet i Grinda till mannens systerson Erik Kruse. Hans dotter Catharina Juliana Kruse (död 1738), som 1683 gifte sig med Fredrik Rosenhane (död 1709), var ägare till Grinda säteri på 1680-talet. Det var då bebyggt med två nya stora träbyggningar och nödvändiga uthus, och ett fullgott säteri. Sättet som gårdarna gått från skatte till frälse vållade dock problem och drogs in i samband med reduktionen 1690. Därefter blev Grinda kronosäteri, till dess att det skattköptes av dåvarande rusthållsinnehavaren Per Gustaf Banér.
Corps de logiet vid Grinda uppfördes på 1790-talet och genomgick ombyggnader 1890. Två flygelbyggnader härrör även de från 1700-talet. Vidare finns tolv arbetarbostäder, som genomgick modernisering 1940–1942.